# Dach-Trespe
Die Dach-Trespe (Bromus tectorum) ist eine Pflanzenart aus der Gattung der Trespen (Bromus) innerhalb der Familie der Süßgräser (Poaceae).

## Beschreibung

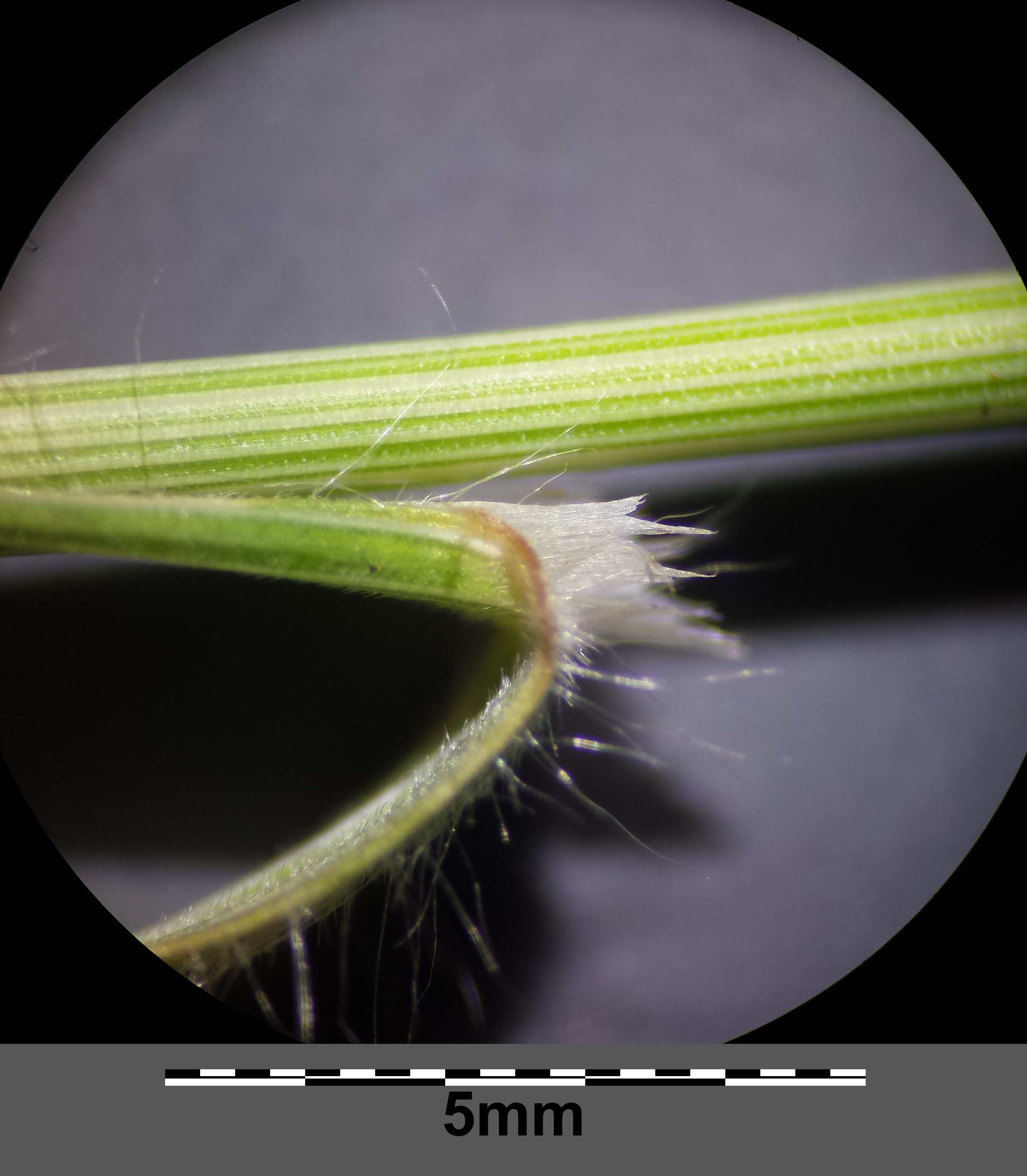
Halm mit Blattscheide und Blatthäutchen

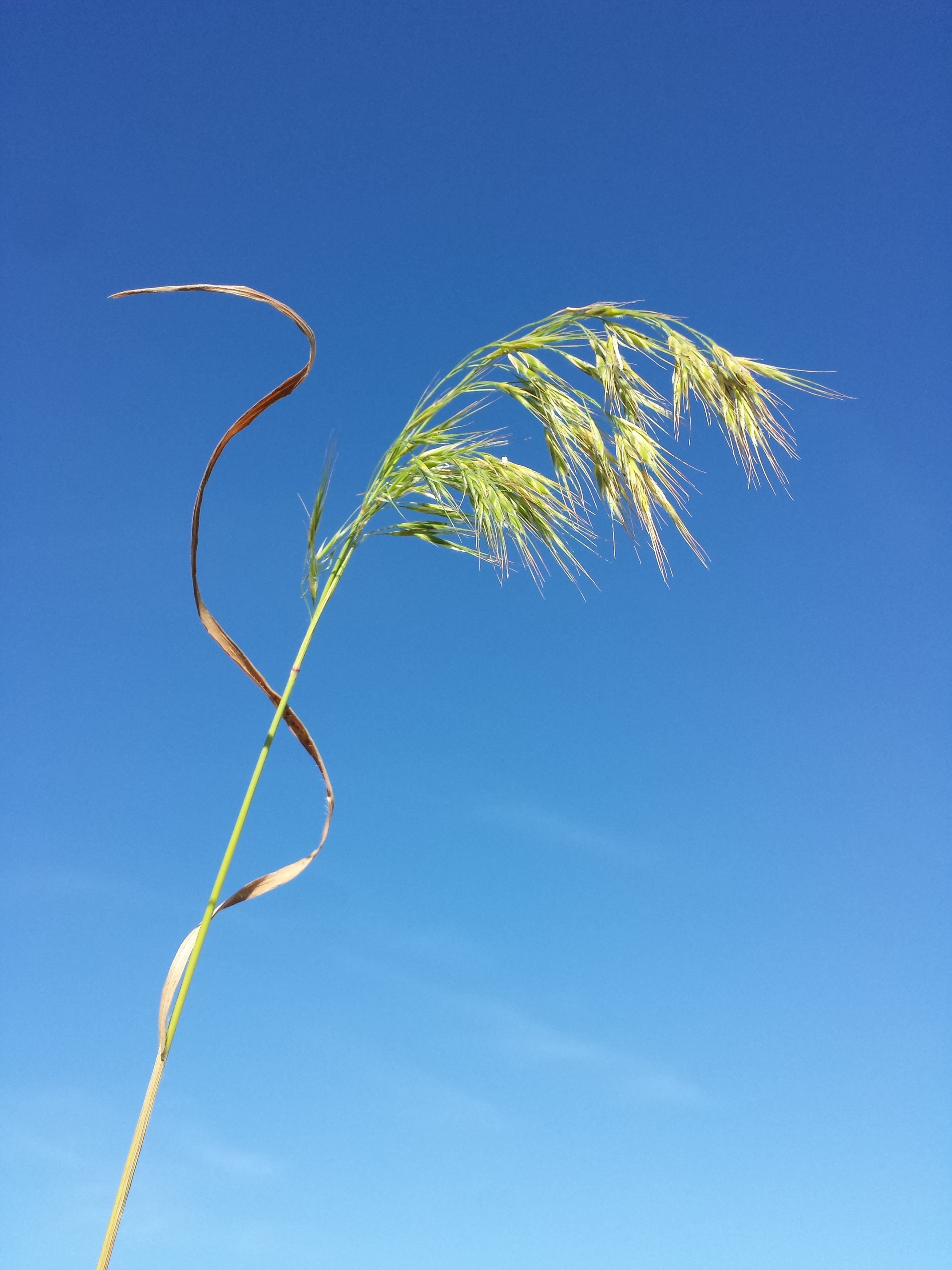
Blütenstand

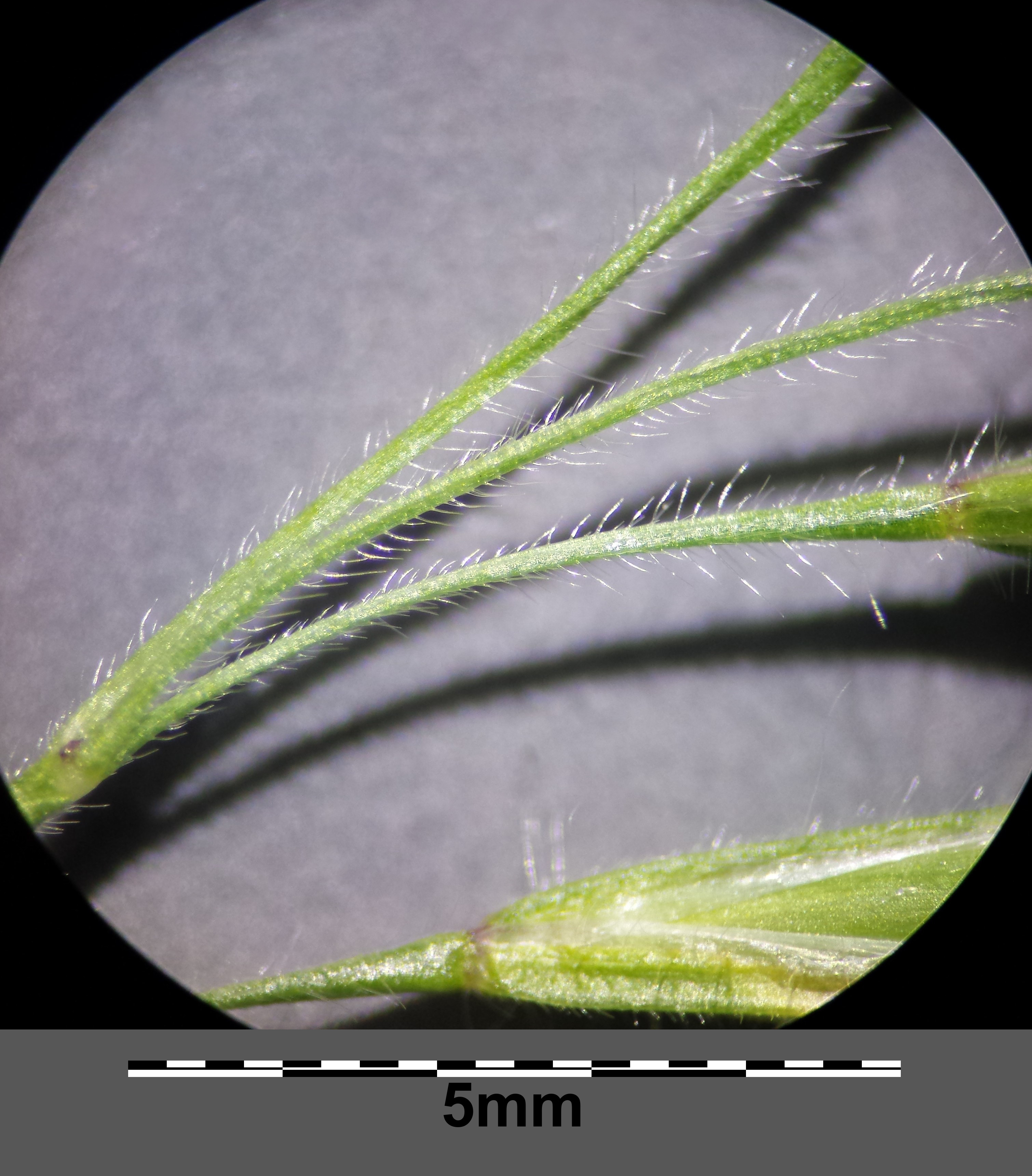
Die Rispenäste sind flaumig behaart

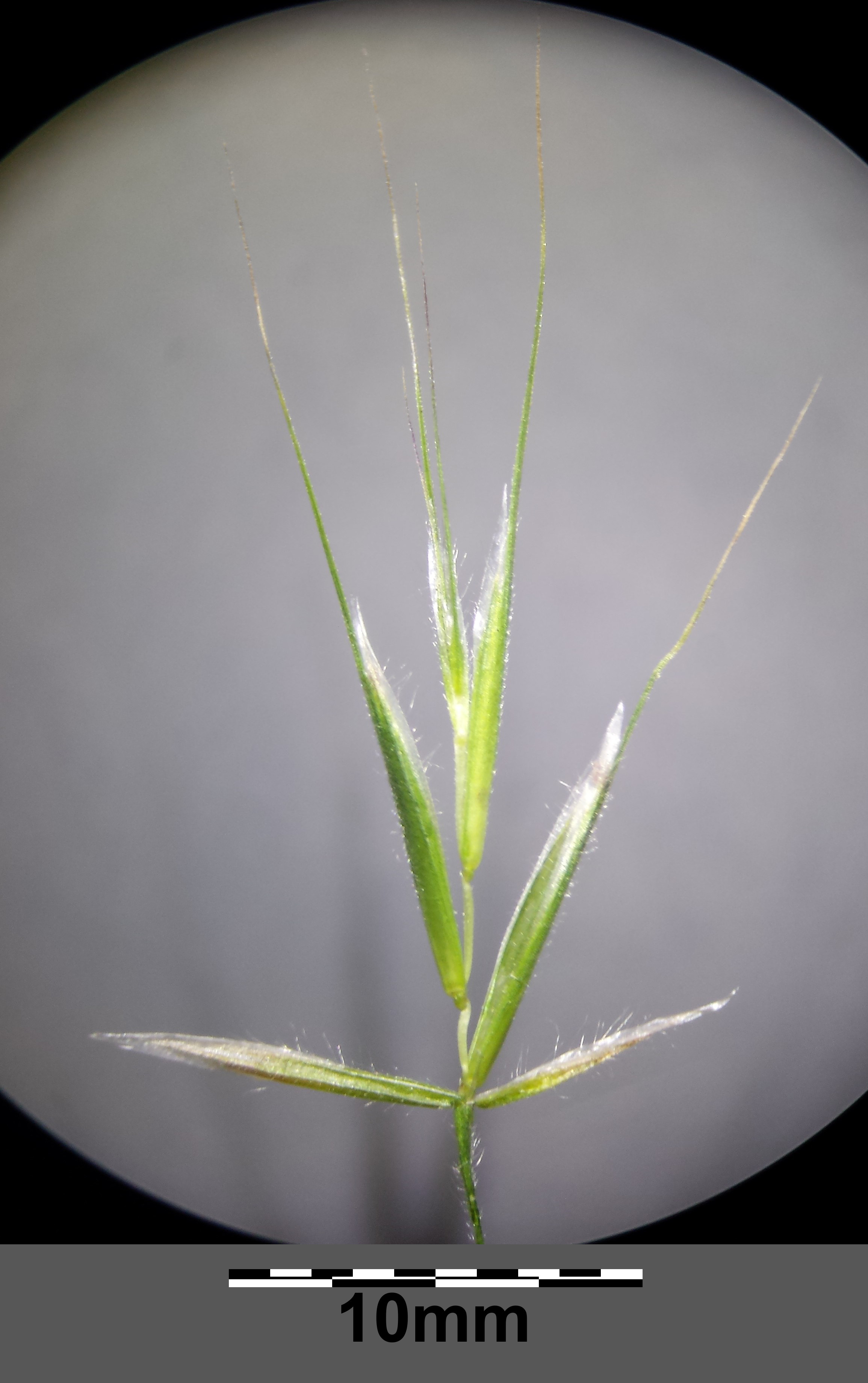
Ährchen

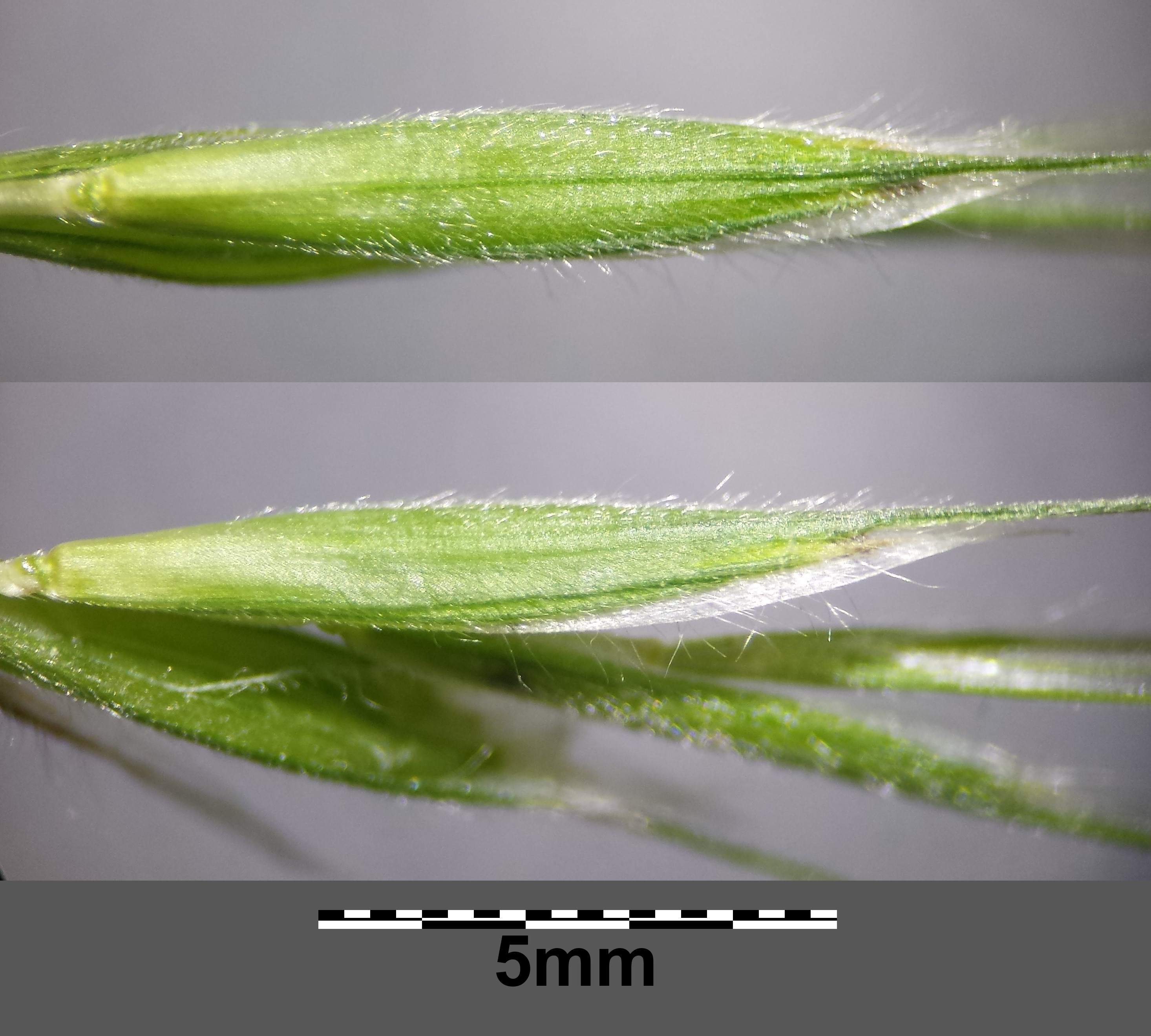
Die Leitbündel der Deckspelze treten nur undeutlich hervor

### Vegetative Merkmale
Die Dach-Trespe ist eine sommergrüne, einjährige, krautige Pflanze, die Wuchshöhen von 10 bis 60 Zentimetern erreicht. Sie wächst einzeln bis locker horstig. Die Halme sind nur unmittelbar unter dem Blütenstand flaumig behaart.
Die Laubblätter sind bis zu 20 Zentimeter lang sowie 2 bis 4 Millimeter breit. Die Blattspreiten sind weich behaart und allmählich zugespitzt. Die zerschlitzen Blatthäutchen messen zwischen 3 und 5 Millimeter. Die Blattscheiden sind röhrenförmig, auf der Bauchseite geschlossen und ebenfalls weich behaart.

### Generative Merkmale
Die Blütezeit reicht von Mai bis Juli. Der rispige Blütenstand ist eine mehr oder weniger zusammengezogen, nickend und einseitig überhängend. Die behaarten Rispenäste stehen abwechselnd auf gegenständigen Seiten der vierkantigen Blütenachse und tragen vier bis zwölf Ährchen. Die Ährchen sind 25 bis 35 Millimeter lang und enthalten vier bis neun Blütchen. Die eiförmigen bis länglichen, auf dem Rücken gerundeten Deckspelzen verfügen über zwei Zähnchen. Die Granne entspringt unterhalb der Bucht, welche durch diese Zähnchen gebildet wird. Die raue Granne ist 10 bis 18 Millimeter lang.
Die Chromosomenzahl beträgt 2n = 14.

## Ökologie
Bei der Dach-Trespe handelt es sich um einen Therophyten.

## Vorkommen
Das ursprünglich Verbreitungsgebiet der Dach-Trespe sind weite Teile Europas sowie der Mittelmeerraum mit Nordafrika und die Arabischen Halbinsel bis zur Mongolei und China. Die Dach-Trespe ist in Nord- sowie Südamerika, Südafrika, Neuseeland, Australien und Hawaii ein Neophyt. In Europa kommt sie in fast allen Ländern vor und fehlt nur in Irland, Lettland, Estland und Nordmazedonien. In Großbritannien, Island, Litauen und Finnland sind die Vorkommen nicht ursprünglich.
In den Allgäuer Alpen steigt die Dach-Trespe in Bayern auf dem Gipfel des Aggensteins bis zu einer Höhenlage von 1986 Metern auf. Im Kanton Wallis steigt sie bei Findeln bis 2450 Meter auf.
Die Dach-Trespe wächst in Mitteleuropa auf trockenen, warmen, mäßig nährstoffreichen Böden, vielfach in lückigen Ruderalfluren als Pionier. Es ist eine Charakterart der Ordnung Sisymbrietalia, kommt aber auch in Pflanzengesellschaften der Ordnung Corynephoretalia vor. Sie wächst vor allem in Äckern und kurzlebigen Unkrautfluren.
Die ökologischen Zeigerwerte nach Landolt et al. 2010 sind in der Schweiz: Feuchtezahl F = 1 (sehr trocken), Lichtzahl L = 5 (sehr hell), Reaktionszahl R = 3 (schwach sauer bis neutral), Temperaturzahl T = 4+ (warm-kollin), Nährstoffzahl N = 4 (nährstoffreich), Kontinentalitätszahl K = 4 (subkontinental), Salztoleranz = 1 (tolerant).

## Systematik
Der wissenschaftliche Name Bromus tectorum wurde 1753 durch Carl von Linné in Species Plantarum, Tomus I, S. 77 erstveröffentlicht. Er schreibt, sie wachse „collibus siccis“ und „tectis terrestribus“, also auf trockenen Hügeln und auf begrünten Dächern.
Die Art Bromus tectorum L. gehört zur Untergattung Bromus subg. Stenobromus. Die Arten der Untergattung Bromus subg. Stenobromus werden bei manchen Autoren von der Gattung Bromus abgetrennt und in eine eigene Gattung Anisantha K.Koch gestellt. Die Dach-Trespe wurde 1934 von Sergei Arsenjevic Nevski in Trudy Sredne-Aziatskogo Gosudarstvennogo Universiteta. Serija 8b. Botanika Band 17, S. 22 als Anisantha tectorum (L.) Nevski in die Gattung Anisantha gestellt.